# Margarete Matzenauer
Margarete Matzenauer (1881-1963) fue una famosa cantante húngara que triunfó tanto como soprano y contralto.

## Biografía
Nació en Temesvár, Hungría el 1 de junio de 1881. Sus padres fueron un director de orquesta y una cantante... 
Estudió canto en Graz y luego en Múnich con Ernst Preuse, quién se convirtió en su esposo en 1902.
En 1901 apareció como Puck en Oberón en Estrasburgo donde cantó durante tres temporadas. 
En 1904 pasó a formar parte del elenco estable de Hof Oper de Múnich, donde permaneció siete temporadas.
Afirmada su fama en Alemania debutó en el Covent Garden de Londres.
En 1914 como Ortrud en Lohengrin bajo la dirección de Arthur Nikisch. Ese mismo año encarnó una memorable Isolda en el Teatro de Champs Elysées de París.
El 13 de noviembre de 1911 debutó en el Metropolitan Opera de New York como Amneris en Aida de Verdi. a la que siguieron Brangäne en Tristán e Isolda, Waltraute en Die Walküre y Götterdämmerung de Wagner.
En la principal sala norteamericana totalizó más de 380 funciones y apareció en roles tan disimiles como Aida, Orfeo, La cieca y Laura en La Gioconda, Ulrica en Un baile de máscaras, Leonora en Fidelio, Dalila, Santuzza en Cavalleria Rusticana, Azucena en Il Trovatore, Carmen, La Condesa en Las bodas de Fígaro, Marina en Borís Godunov, Fidés en Le Prophete, Eboli en Don Carlo, La viuda de Sexton en Jenufa, La Gran Vestale en La Vestale, Isolda y Brangäne en Tristán e Isolda, Ortrud en Lohengrin, Erda y Brünnhilde en Siegfried, Kundry en Parsifal y Fricka en Das Rheingold y Die Walküre.
Durante la Primera Guerra Mundial permaneció en Estados Unidos con su segundo esposo, el tenor Ferrari-Fontana. Luego se divorció y contrajo terceras nupcias con Floyd Goltzbach.
Después de su retiro se dedicó a la enseñanza, en California y en New York, donde cantó aún una Dalila en 1934, dando un último recital en 1938.
Margarete Matezenauer falleció en Van Nuys, California el 9 de mayo de 1963.

## Voz y Figura
Dueña de un timbre cálido y de una envidiable extensión vocal pudo afrontar, con éxito y durante toda su carrera, papeles tanto de soprano como de contralto pero tiene una tesitura natural de mezzosoprano.
La voz era potente, y ello la hizo ideal para las heroínas dramáticas wagnerianas; sin embargo, una impecable técnica de canto le permitió abordar el repertorio de agilidad, con un notable ejemplo en la Fidès de Le Prophete.
También pudo ser soprano lírica, como La Condesa de Almaviva en Las Bodas de Fígaro.
A pesar de ello se puede decir que su fuerte fue el dominio de la mezzosoprano italiana tradicional: Amneris, Ulrica, Azucena, Laura, Eboli y el de las heroínas francesas de voz grave: Dalila y Carmen.